# Rogers Cup 2015
Rogers Cup presented by National Bank 2015, také známý pod názvem Canada Masters 2015, byl společný tenisový turnaj mužského okruhu ATP World Tour a ženského okruhu WTA Tour, hraný na otevřených dvorcích s tvrdým povrchem. Konal se mezi 10. až 16. srpnem 2015 ve dvou kanadských velkoměstech Torontu a Montréalu jako 126. ročník mužského a 114. ročník ženského turnaje.
Mužská polovina soutěže probíhala v montréalském areálu s centrkurtem Uniprix Stadium. Po grandslamu byla zařazena do druhé nejvyšší kategorie okruhu ATP Masters 1000 a její dotace činila 4 178 500 amerických dolarů. Ženská část s rozpočtem 2 513 000 dolarů se odehrávala v torontském areálu s centrálním dvorcem Rexall Centre. Na okruhu WTA patřil do kategorie WTA Premier 5. Turnaj byl součástí letní americké šňůry na tvrdých betonech US Open Series 2015.
Nejvýše nasazenými tenisty byly ve všech soutěžích úřadující světové jedničky, respektive první deblové páry. Třetí titul z kanadského turnaje získal Skot Andy Murray, jenž se po dvou letech vrátil na pozici světové dvojky. Semifinálovou účastí si také zajistil start na listopadovém Turnaji mistrů 2015. Premiérovou trofej z kategorie Premier 5 dobyla švýcarská teenagerka Belinda Bencicová, jež se posunula na 12. místo žebříčku. V semifinále vyřadila světovou jedničkou Serenu Williamsovou, která tak utržila druhou porážku v sezóně.
Ženskou deblovou trofej si odvezla americko-česká dvojice Bethanie Matteková-Sandsová a Lucie Šafářová. Vítězstvím si zajistily účast na Turnaji mistryň 2015. Současně se dostaly do čela průběžného žebříčku dvojic. Rekordní třicátý pátý deblový titul v sérii ATP Masters 1000 vybojoval americký pár Boba a Mika Bryanových.

## Distribuce bodů a finančních odměn

### Distribuce bodů
| Soutěž         | vítězové | finalisté | semifinalisté | čtvrtfinalisté | 16 v kole | 32 v kole | 64 v kole | Q  | Q2 | Q1 |
| -------------- | -------- | --------- | ------------- | -------------- | --------- | --------- | --------- | -- | -- | -- |
| dvouhra mužů   | 1000     | 600       | 360           | 180            | 90        | 45        | 10        | 25 | 16 | 0  |
| mužská čtyřhra | 1000     | 600       | 360           | 180            | 90        | 0         |           |    |    |    |
| ženská dvouhra | 900      | 585       | 350           | 190            | 105       | 60        | 1         | 30 | 20 | 1  |
| ženská čtyřhra | 900      | 585       | 350           | 190            | 105       | 5         |           |    |    |    |

### Finanční odměny
| Soutěž            | vítězové | finalisté | semifinalisté | čtvrtfinalisté | 16 v kole | 32 v kole | 64 v kole | Q2     | Q1     |
| ----------------- | -------- | --------- | ------------- | -------------- | --------- | --------- | --------- | ------ | ------ |
| dvouhra mužů      | $685 200 | $336 000  | $169 100      | $85 985        | $44 600   | $23 540   | $12 710   | $2 930 | $1 490 |
| dvouhra žen       | $490 200 | $238 200  | $119 330      | $56 825        | $27 375   | $14 025   | $7 565    | $3 075 | $1 860 |
| čtyřhra mužů*     | $212 200 | $103 890  | $52 110       | $26 750        | $13 830   | $7 290    | —         | —      | —      |
| čtyřhra žen*      | $140 230 | $70 835   | $35 070       | $17 650        | $8 950    | $4 420    | —         | —      | —      |
| * – částka na pár |          |           |               |                |           |           |           |        |        |

## Dvouhra mužů

### Nasazení

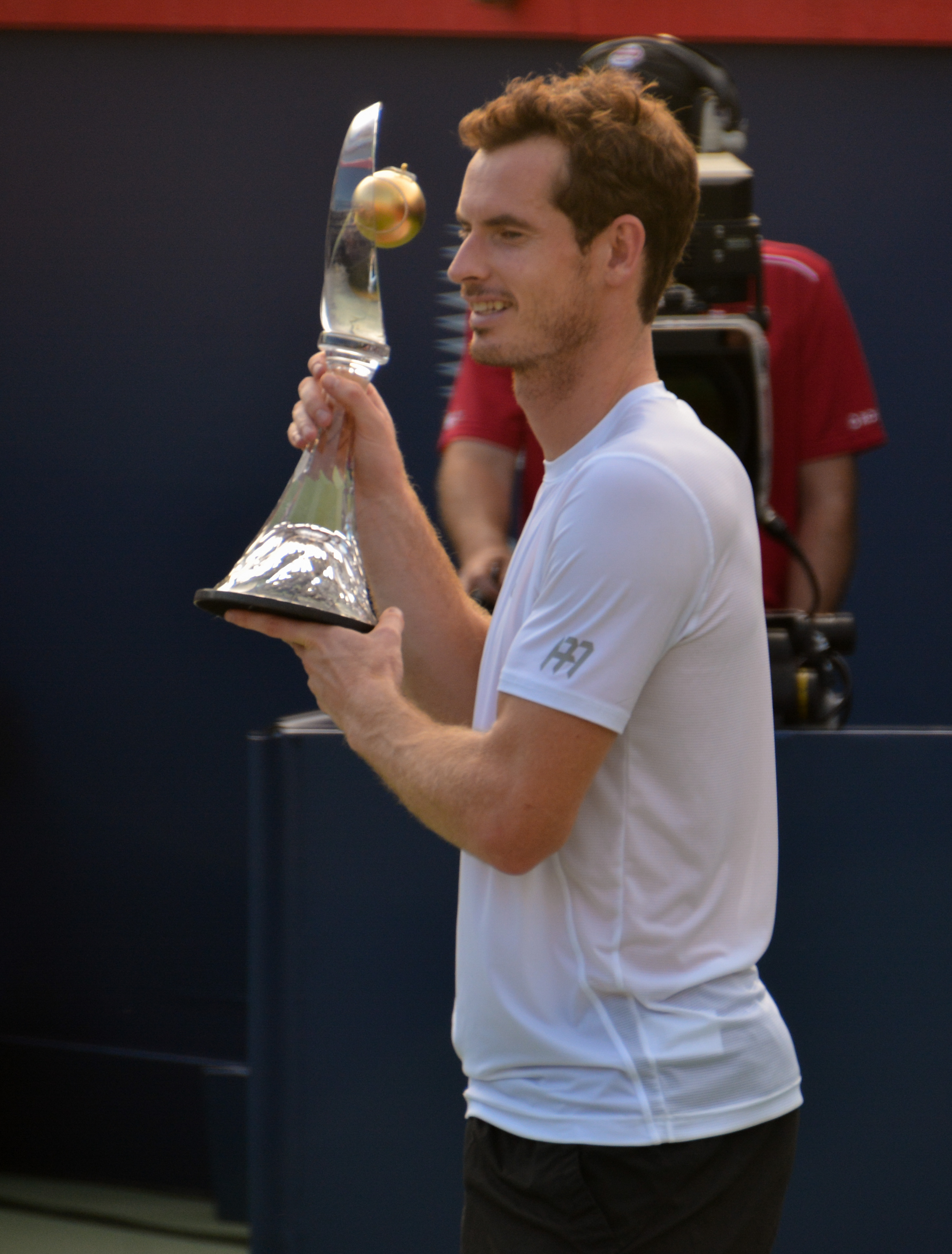
Vítězný Andy Murray s trofejí

| Stát                         | Hráč               | ATP | Nasazení |
| ---------------------------- | ------------------ | --- | -------- |
| Srbsko                       | Novak Djoković     | 1.  | 1.       |
| Spojené království           | Andy Murray        | 3.  | 2.       |
| Švýcarsko                    | Stan Wawrinka      | 4.  | 3.       |
| Japonsko                     | Kei Nišikori       | 5.  | 4.       |
| Česko                        | Tomáš Berdych      | 6.  | 5.       |
| Chorvatsko                   | Marin Čilić        | 8.  | 6.       |
| Španělsko                    | Rafael Nadal       | 9.  | 7.       |
| Kanada                       | Milos Raonic       | 10. | 8.       |
| Francie                      | Gilles Simon       | 11. | 9.       |
| Francie                      | Jo-Wilfried Tsonga | 12. | 10.      |
| Francie                      | Richard Gasquet    | 13. | 11.      |
| Jižní Afrika                 | Kevin Anderson     | 14. | 12.      |
| Belgie                       | David Goffin       | 15. | 13.      |
| Bulharsko                    | Grigor Dimitrov    | 16. | 14.      |
| Francie                      | Gaël Monfils       | 17. | 15.      |
| USA                          | John Isner         | 18. | 16.      |
| Žebříček ATP k 3. srpnu 2015 |                    |     |          |

### Jiné formy účasti
Následující hráči obdrželi divokou kartu do hlavní soutěže:
- Philip Bester
- Frank Dancevic
- Filip Peliwo
- Vasek Pospisil

Následující hráči postoupili z kvalifikace:
- Chung Hyeon
- Alexandr Dolgopolov
- Ernests Gulbis
- Denis Kudla
- Lu Jan-sun
- Donald Young
- Michail Južnyj

Následující hráč postoupil z kvalifikace jako šťastný poražený:
- Nicolas Mahut

### Odhlášení
před zahájením turnaje
- Roger Federer (plánovaná pauza) → nahradil jej Jerzy Janowicz
- David Ferrer (zranění) → nahradil jej Serhij Stachovskyj
- Guillermo García-López (zranění) → nahradil jej Gilles Müller
- Richard Gasquet (onemocnění) → nahradil jej Nicolas Mahut
- Juan Mónaco (zranění) → nahradil jej João Sousa

## Mužská čtyřhra

### Nasazení
| Stát                                                                                   | Hráč                  | Stát       | Hráč              | ATP | Nasazení |
| -------------------------------------------------------------------------------------- | --------------------- | ---------- | ----------------- | --- | -------- |
| USA                                                                                    | Bob Bryan             | USA        | Mike Bryan        | 2.  | 1.       |
| Brazílie                                                                               | Marcelo Melo          | Chorvatsko | Ivan Dodig        | 7.  | 2.       |
| Rumunsko                                                                               | Horia Tecău           | Nizozemsko | Jean-Julien Rojer | 15. | 3.       |
| Indie                                                                                  | Rohan Bopanna         | Rumunsko   | Florin Mergea     | 33. | 4.       |
| Srbsko                                                                                 | Nenad Zimonjić        | Polsko     | Marcin Matkowski  | 27. | 5.       |
| Brazílie                                                                               | Bruno Soares          | Rakousko   | Alexander Peya    | 30. | 6.       |
| Spojené království                                                                     | Jamie Murray          | Austrálie  | John Peers        | 35. | 7.       |
| Francie                                                                                | Pierre-Hugues Herbert | Francie    | Nicolas Mahut     | 43. | 8.       |
| Žebříček ATP k 3. srpnu 2015; číslo je součtem žebříčkového postavení obou členů páru. |                       |            |                   |     |          |

### Jiné formy účasti
Následující páry obdržely divokou kartu do hlavní soutěže:
- Lleyton Hewitt /  Nick Kyrgios
- Adil Shamasdin /  Philip Bester

## Ženská dvouhra

### Nasazení
| Stát                         | Hráčka                    | WTA | Nasazení |
| ---------------------------- | ------------------------- | --- | -------- |
| USA                          | Serena Williamsová        | 1.  | 1.       |
| Rumunsko                     | Simona Halepová           | 3.  | 2.       |
| Česko                        | Petra Kvitová             | 4.  | 3.       |
| Dánsko                       | Caroline Wozniacká        | 5.  | 4.       |
| Srbsko                       | Ana Ivanovićová           | 6.  | 5.       |
| Polsko                       | Agnieszka Radwańská       | 7.  | 6.       |
| Česko                        | Lucie Šafářová            | 8.  | 7.       |
| Španělsko                    | Garbiñe Muguruzaová       | 9.  | 8.       |
| Španělsko                    | Carla Suárezová Navarrová | 10. | 9.       |
| Česko                        | Karolína Plíšková         | 11. | 10.      |
| Rusko                        | Jekatěrina Makarovová     | 12. | 11.      |
| Švýcarsko                    | Timea Bacsinszká          | 13. | 12.      |
| Německo                      | Angelique Kerberová       | 14. | 13.      |
| USA                          | Venus Williamsová         | 15. | 14.      |
| Itálie                       | Sara Erraniová            | 16. | 15.      |
| Německo                      | Andrea Petkovicová        | 17. | 16.      |
| Žebříček WTA k 3. srpnu 2015 |                           |     |          |

### Jiné formy účasti
Následující hráčky obdržely divokou kartu do hlavní soutěže:
- Françoise Abandová
- Gabriela Dabrowská
- Simona Halepová
- Carol Zhaová

Následující hráčky postoupily z kvalifikace:
- Misaki Doiová
- Mariana Duqueová Mariñová
- Irina Falconiová
- Olga Govorcovová
- Polona Hercogová
- Mirjana Lučićová Baroniová
- Mónica Puigová
- Anna Tatišviliová
- Lesja Curenková
- Heather Watsonová
- Yanina Wickmayerová
- Carina Witthöftová

Následující hráčka postoupila z kvalifikace jako šťastná poražená:
- Julia Görgesová

### Odhlášení
před zahájením turnaje
- Camila Giorgiová (nemoc) → nahradila ji Alison Riskeová
- Madison Keysová (poranění levého zápěstí) → nahradila ji Karin Knappová
- Světlana Kuzněcovová (poranění levé dolní končetiny) → nahradila ji Alison Van Uytvancková
- Anastasija Pavljučenkovová → nahradila ji Julia Görgesová
- Maria Šarapovová (svalové natažení na pravé dolní končetině) → nahradila ji Coco Vandewegheová

### Skreče
- Simona Halepová (ve finále)

## Ženská čtyřhra

### Nasazení
| Stát                                                                                   | Hráčka                      | Stát       | Hráčka                    | WTA | Nasazení |
| -------------------------------------------------------------------------------------- | --------------------------- | ---------- | ------------------------- | --- | -------- |
| Švýcarsko                                                                              | Martina Hingisová           | Indie      | Sania Mirzaová            | 3.  | 1.       |
| Rusko                                                                                  | Jekatěrina Makarovová       | Rusko      | Jelena Vesninová          | 6.  | 2.       |
| USA                                                                                    | Bethanie Matteková-Sandsová | Česko      | Lucie Šafářová            | 11. | 3.       |
| Slovinsko                                                                              | Katarina Srebotniková       | Francie    | Caroline Garciaová        | 32. | 4.       |
| Austrálie                                                                              | Casey Dellacquová           | Kazachstán | Jaroslava Švedovová       | 32. | 5.       |
| Itálie                                                                                 | Sara Erraniová              | Itálie     | Flavia Pennettaová        | 38. | 6.       |
| Česko                                                                                  | Andrea Hlaváčková           | Česko      | Lucie Hradecká            | 39. | 7.       |
| Španělsko                                                                              | Garbiñe Muguruzaová         | Španělsko  | Carla Suárezová Navarrová | 40. | 8.       |
| Žebříček WTA k 3. srpnu 2015; číslo je součtem žebříčkového postavení obou členů páru. |                             |            |                           |     |          |

### Jiné formy účasti
Následující páry obdržely divokou kartu do hlavní soutěže:
- Françoise Abandová /  Heidi El Tabakhová
- Belinda Bencicová /  Dominika Cibulková
- Sharon Fichmanová /  Carol Zhaová
- Darja Gavrilovová /  Simona Halepová

### Odhlášení
před zahájením turnaje
- Anastasija Pavljučenkovová

## Přehled finále

### Mužská dvouhra
- Andy Murray vs.  Novak Djoković, 6–4, 4–6, 6–3

### Ženská dvouhra
- Belinda Bencicová vs.  Simona Halepová, 7–6(7–5), 6–7(4–7), 3–0skreč

### Mužská čtyřhra
- Bob Bryan /  Mike Bryan vs.  Daniel Nestor /  Édouard Roger-Vasselin, 7–6(7–5), 3–6, [10–6]

### Ženská čtyřhra
- Bethanie Matteková-Sandsová /  Lucie Šafářová vs.  Caroline Garciaová /  Katarina Srebotniková, 6–1, 6–2